# Jacob A. Frenkel

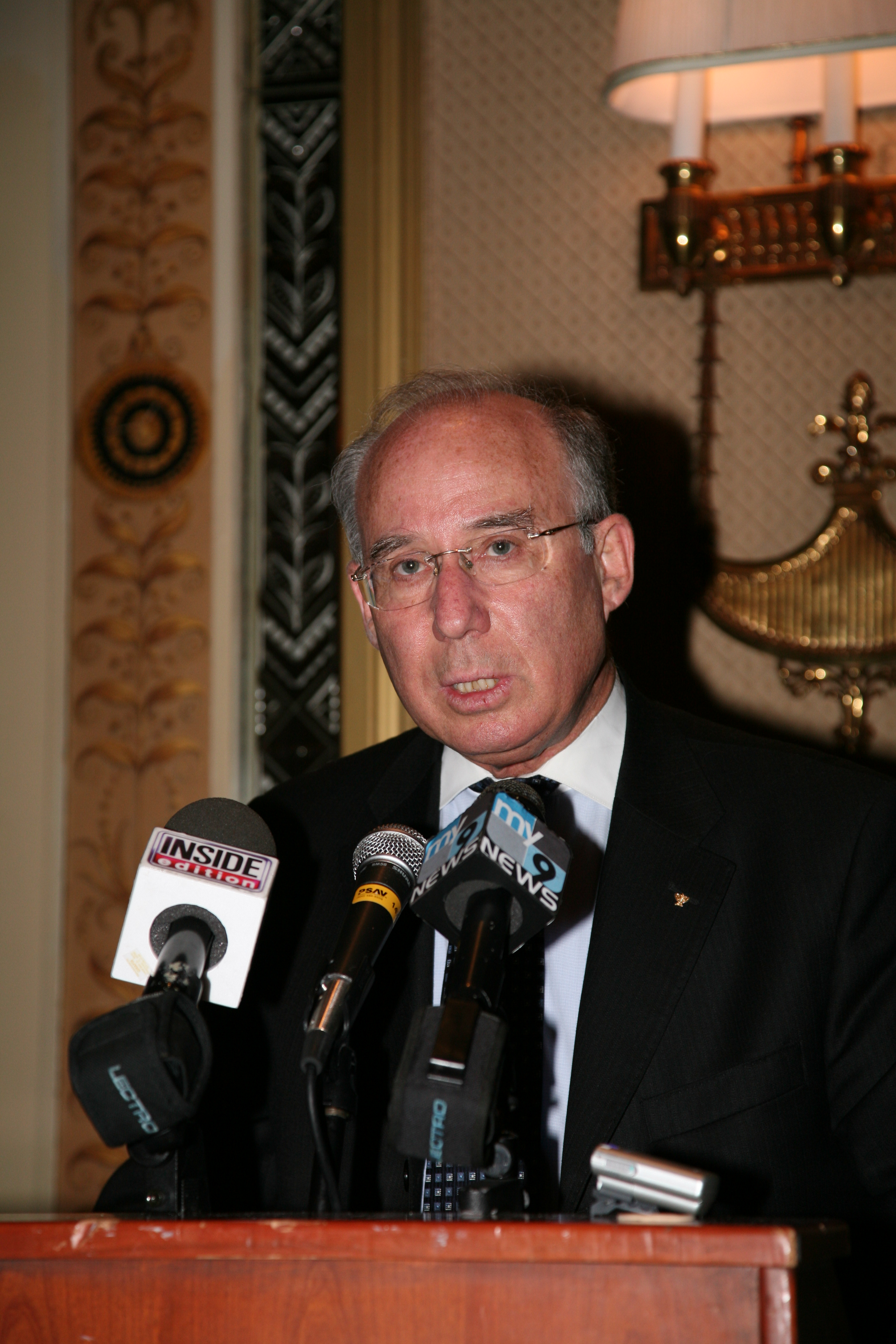
Jacob Aharon Frenkel

Jacob Aharon Frenkel (* 1943 in Tel Aviv) ist ein israelischer Ökonom; er wurde im Jahr 2002 mit dem Israel-Preis ausgezeichnet, außerdem ist er seit 1996 Mitglied der American Academy of Arts and Sciences.

## Leben
Frenkel studierte an der University of Chicago und an der Hebrew University of Jerusalem Wirtschaftswissenschaften. Von 1991 bis 2000 war Frenkel Gouverneur der Bank of Israel. Von 2000 bis 2004 war Frenkel Chairman von Merrill Lynch. Von 2004 bis 2009 war Frenkel als Vice Chairman der American International Group tätig. Seit 2009 ist er Chairman der JPMorgan Chase International.